# Herniaria scabrida
La hierba de la golondrina o Herniaria scabrida Boiss. es una especie de planta herbácea perteneciente a la familia de las cariofiláceas.

## Distribución y hábitat
Es nativa de la región del Mediterráneo occidental. En España se encuentra en Castellón y Valencia donde crece en prados terofíticos.

## Descripción
Es una pequeña hierba perenne, de hábito postrado y tallos ramificados, gruesos. Las hojas son alargadas, de 1–3 mm de ancho, rígidas, cubiertas de pelos, de color verde claro, las estípulas de las holas superiores suelen tener manchas rojizas. Las flores miden entre 1 y 2 mm, son pentámeras, sésiles y se agrupan en glomérulos densos de 6 a 12 miembros, opuestos a las hojas.

## Taxonomía
Herniaria scabrida fue descrita por Pierre Edmond Boissier y publicado en Elenchus Plantarum Novarum 42. 1838.
Etimología
Herniaria: nombre genérico que deriva del latín hernia.  Según Cordus, del nombre vulgar entre los franceses (hemiaire) de la quebrantapiedras. Al parecer, recibió este nombre por la supuesta propiedad de curar las hernias.
scabrida: epíteto latino que significa "rugosa".
Sinonimia
- Herniaria glabra var. scabrescens R.Roem. ex Willk. in Willk. & Lange
- Herniaria glabra var. scabrida (Boiss.) Pau
- Herniaria hybernonis Elías & Sennen
- Herniaria polymorpha raza scabrida (Boiss.) Samp.
- Herniaria polymorpha var. glabrescens (Boiss.) Samp.
- Herniaria unamunoana Sennen
- Herniaria vulgaris raza scabrida (Boiss.) Samp.
- Herniaria vulgaris var. glabrescens (Boiss.) Samp.[5]